# SUNRICE
『SUNRICE』（サンライス）は、米米CLUBの16枚目のオリジナル・アルバム。2009年10月14日ソニー・ミュージックレコーズから発売された。

## 概要
「秋の米米収穫祭!!」と銘打ち、4週にわたってシングル2作・アルバム・DVD5作の連続リリースを発表。本作はその第3弾（通称：3ライス〈サンライス〉）で前作『komedia.jp』から2年ぶりのアルバム。
初回生産限定盤2種類と通常盤の3形態で発売。3形態ともジャケットのデザインがそれぞれ異なる。初回盤AはDVD付。初回盤Bは前作『komedia.jp』Connected CD仕様で購入可能だった6曲と新曲2曲を収録した8曲入「超得CD "08080808"」付。

## 収録曲
全作詞・作曲・編曲：米米CLUB（特記以外）

### DISC 1
1. SONG OF THE LIFE [3:59]
  - コーラス作詞：菅木真智子
  - ストリングスアレンジ：フラッシュ金子
2. ふりむかないで [4:20]
  - 33rdシングル。
  - コーラス作詞：菅木真智子
  - ストリングス&コーラスアレンジ：フラッシュ金子
3. ツイテケネエヨ! [4:45]
  - コーラス作詞：菅木真智子
  - ストリングス・ホーン&コーラスアレンジ：フラッシュ金子
4. 夢泥酔野郎 [5:17]
  - コーラス作詞：菅木真智子
  - ホーン&コーラスアレンジ：フラッシュ金子
5. どこのご関係? [2:28]
6. 恋のギャンブル [5:08]
  - 34thシングル。
  - コーラス作詞：菅木真智子
  - ストリングス・ホーン&コーラスアレンジ：フラッシュ金子
7. つ・よ・が・り [5:13]
  - 31stシングル。
  - 編曲・ストリングス&ホーンアレンジ：柿崎洋一郎
8. SUNRICE [5:11]
  - ホーンアレンジ：フラッシュ金子
9. SPACY ROADSTER [3:50]
10. 愛の銀河旅行 [4:11]
11. 080808 （album version） [3:38]
  - 32ndシングルのアルバムバージョン。ボーカルが録り直されている。
  - ホーンアレンジ：フラッシュ金子
12. 俺たちの想い [5:52]
  - 31stシングルのカップリング曲。
  - コーラス作詞・コーラスアレンジ：菅木真智子
  - ストリングス&ホーンアレンジ：フラッシュ金子

### DISC 2 ‘‘08080808’’
曲名の後に※がついているものは前作のConnecteD CD仕様で購入可能であった楽曲。
1. 見ないようにしてるんです [5:08]
  - コーラス作詞：菅木真智子
  - ホーン&コーラスアレンジ：フラッシュ金子
2. FUNK野球 [3:46] ※
3. なかよしレーズン [3:51] ※
4. 飴力 GAT'S 隙 DASH [3:06] ※
5. 中央分離帯 [3:35] ※
  - BONはこの曲についてフジテレビ『めざましテレビ』のコーナー「マルゼの花道」（2009年10月16日）にて、「ユーミンさんの曲とあまりに似ているので、許可を取りに行った」と語っている。
6. 我慢の限界 [4:15] ※
  - ホーンアレンジ：フラッシュ金子
7. 俺の背中についてきな [2:39] ※
8. Driving My Johnny [5:14]
  - コーラス作詞：菅木真智子
  - ホーン&コーラスアレンジ：フラッシュ金子

### 初回盤A DVD
1. ～O'DOLL SUE CREAM SUE～ 恋のギャンブル
2. ～O'DOLL SUE CREAM SUE～ SUNRICE
  - 以上の2つはSUE CREAM SUEによる振付映像。
3. komemories Special Digest
  - 前作から今作に至るまでのドキュメント映像。

## 参加ミュージシャン
- 米米CLUB
  - ジェームス小野田：Vocal
  - カールスモーキー石井：Vocal
  - BON：Bass、Chorus
  - フラッシュ金子：Sax、Keyboards、Programming、Chorus、Tracks (DISC 2#7)
  - MARI：Dancer、Percussion、Chorus
  - MINAKO：Dancer、Choreographer、Chorus
  - BE：Guitar、Chorus
  - RYO-J：Drums、Chorus
  - ジョプリン得能：Guitar、Programming、Chorus
- BIG HORNS BEE
  - 佐々木史郎：Trumpet (DISC 1#3,4,6,8,11,12・DISC 2#1,6,8)、Flugelhorn (DISC 1#7)
  - 小林太：Trumpet (DISC 1#3,4,6,8,11,12・DISC 2#1,6,8)、Flugelhorn (DISC 1#7)
  - 織田浩司：Tenor Sax (DISC 1#3,4,6,8,11,12・DISC 2#1,8)、Baritone Sax (DISC 2#6)
  - 河合わかば：Trombone (DISC 1#3,4,6,8,11,12・DISC 2#1,6,8)
- 弦一徹ストリングス：Strings (DISC 1#2,3,6,7,12)
  - 弦一徹：Violin (DISC 1#1)
  - 森琢哉：Violin (DISC 1#1)
  - 永田真希：Violin (DISC 1#1)
- 柿崎洋一郎：Rhodes (DISC 1#7)
- 三沢またろう：Conga (DISC 2#6)
- 菅木真智子：Chorus (DISC 1#1〜6,10,12・DISC 2#1,4,6,8)
- Reddyo：Chorus (DISC 1#3,4,6・DISC 2#1,8)
- 有坂美香：Chorus (DISC 1#3・DISC 2#1)
- Olivia Burrell：Chorus (DISC 1#4,6・DISC 2#8)